# Бонатти, Энрико
Энрико Бонатти (итал. Enrico Bonatti; род. 28 сентября 1936, Рим) — итальянский ученый-геолог. Иностранный член РАН (1994).

## Биография
Родился 28 сентября 1936 года в Риме.
Окончил университет Пизы, получив геологическое образование.
В 1959 году уехал из Италии и в течение года изучал палеолимнологию в Йельском университете под руководством пионера этого направления — Дж. Хатчинсона. В 1960 году Бонатти защитил магистерскую диссертацию в Пизанском университете и до 1964 года работал в Океанографическом институте Скриппса в Калифорнии (вместе со шведским геологом Г. Аррениусом). В 1964 году Энрико Бонатти получил должность доцента в Институте морских исследований университета Майами. После защиты докторской диссертации в Пизанском университете в 1967 году, занял должность профессора морской геологии в Майамском университете, где проработал по 1975 год.
С 1975 года научная карьера итальянского геолога была связана с Геофизической обсерваторией Ламонт-Доэрти Колумбийского университета. В 1997 году Бонатти вернулся в университет Пизы на должность профессора морской геологии и в том же году стал директором Института морской геологии Итальянского научно-исследовательского совета в Болонье. С 2003 года Энрико Бонатти читал курс геодинамики в университете Рима.
В 1966 году итальянский учёный впервые приехал в СССР на проходивший в Москве Океанографический конгресс, позже бывал на Урале и в Сибири. 31 марта 1994 года Бонатти был избран иностранным членом Российской академии наук по Отделению геологии, геофизики, геохимии и горных наук (тектоника, морская геология, теория рудообразования). С 2003 года Энрике Бонатти является членом Американского геофизического союза. В 2010 году он стал действительным членом Европейской академии наук.

## Награды и премии
В 2001 году Академия Линчеи в Риме удостоила Э. Бонатти премии Антонио Фелтринелли.
Королевская академии наук Швеции присудила ученому-геологу в 1999 году Бронзовую медаль Ханса Петтерсона по океанографии.